# Дети солнца (фильм, 1985)
«Дети солнца» — советский художественный телефильм 1985 года, экранизация одноимённой пьесы Максима Горького.

## Сюжет
Семья русских интеллигентов во времена первой русской революции сталкиваются с «холерным бунтом». Один герой кончает жизнь самоубийством, другой сходит с ума, третий страдает от неразделённой любви.

## В ролях
- Иннокентий Смоктуновский — Павел Фёдорович Протасов
- Евгения Симонова — Лиза, сестра Протасова
- Алла Демидова — Елена Николаевна, жена Протасова
- Александр Лазарев — Дмитрий Вагин, художник
- Богдан Ступка — Борис Николаевич Чепурной
- Наталья Гундарева — Меланья Николаевна, сестра Чепурного
- Мария Скворцова — Антоновна, няня
- Елена Цыплакова — Фима, прислуга
- Татьяна Рудина — Луша, новая служанка
- Роман Филиппов — Роман, дворник
- Борис Невзоров — Егор, слесарь
- Эрлена Осипович — Авдотья, жена Егора
- Григорий Острин — Яков Трошин
- Пётр Щербаков — Назар Авдеевич
- Андрей Гусев — Миша, сын Назара Авдеевича
- Виктор Васильев — доктор